# Wohnturm Chisti

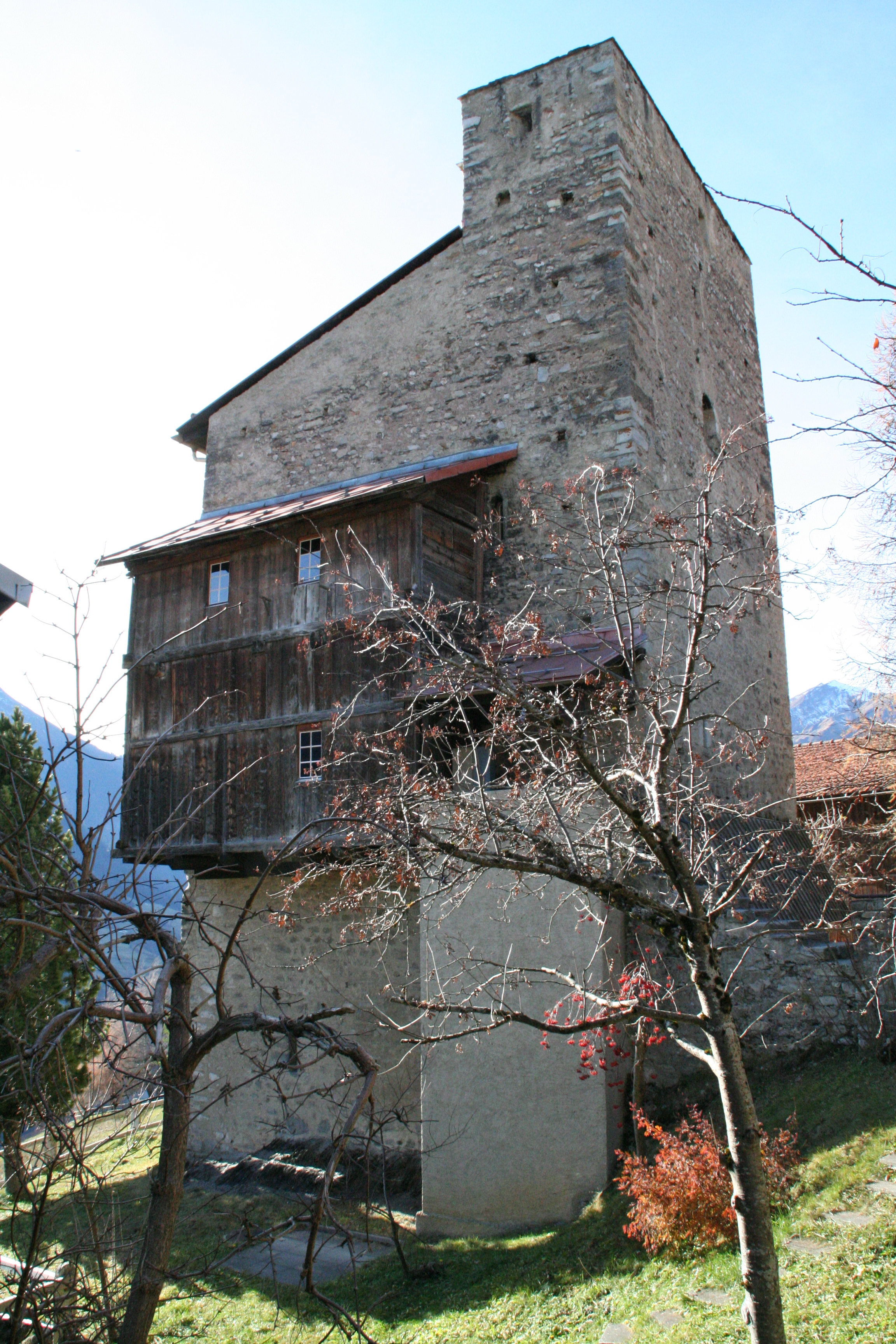
Ostseite

Der Chisti (rätoromanisch für Schloss, auch Turm) ist ein mittelalterlicher Wohnturm am Südrand des Dorfes Lumbrein im Val Lumnezia im schweizerischen Kanton Graubünden.

## Geschichte
Der Wohnturm wurde gemäss dendrochronologischen Untersuchungen um 1316 erbaut, vermutlich über den Mauern eines Vorgängerbaus. Der eigentliche Wohnbereich des Gebäudes wird im Norden durch eine massive Schildmauer geschützt. Ein Graben gegen Norden und das Dorf hin wurde längst eingeebnet. Der Turm ist mit einem gegen Süden abfallenden Pultdach gedeckt. Auf der Ostseite liegt im 3. und 4. Geschoss je ein Hocheingang, die originale Eisentür des unteren Eingangs ist noch erhalten.
Der mittelalterliche hölzerne Vorbau vor den Eingängen ist über eine Treppe auf gemauertem Sockel von Norden her erreichbar. Auf allen Seiten finden sich Schmalscharten und Rundbogenfenster mit Tuffgewänden. Die grösseren Fenster- und Türöffnungen stammen von nachmittelalterlichen Umbauten. Die oberen Geschosse des südlichen Teils wurden nach teilweiser Zerstörung im 19. Jahrhundert in Strickbauweise wieder aufgebaut.
Der Turm war vermutlich der Stammsitz der Herren von Lumerins. Seit mindestens der Mitte des 16. Jahrhunderts ist er im Besitz der Familie Capaul und wird immer noch bewohnt. Im Innern finden sich originale Balkendecken sowie spätgotisches geschnitztes Täferfragment mit den Wappen der Werdenberger und Brandis aus dem Ende des 15./Anfang des 16. Jahrhunderts.
1969–70 wurde das Gebäude von Peter Zumthor aufwändig restauriert.